# Microgobius microlepis
Microgobius microlepis is een straalvinnige vissensoort uit de familie van grondels (Gobiidae). De wetenschappelijke naam van de soort is voor het eerst geldig gepubliceerd in 1940 door Longley & Hildebrand.